# Bob Odenkirk
Robert John "Bob" Odenkirk (Berwyn, Illinois; 22 de octubre de 1962) es un actor, comediante, guionista, director y productor estadounidense. Es conocido por haber sido uno de los creadores y el coprotagonista de la comedia Mr. Show with Bob and David de HBO, por sus papeles recurrentes en Breaking Bad, Nobody, The Larry Sanders Show y por su protagónico en el spin-off Better Call Saul.
Durante las décadas de 1980 y 1990, trabajó como guionista en programas como Saturday Night Live, Búscate la vida, The Ben Stiller Show y The Dennis Miller Show. A mediados de la década de 1990, Odenkirk y David Cross crearon la comedia de sketches Mr. Show with Bob and David, que duró cuatro temporadas, ganó un premio Emmy y se convirtió en un éxito de culto. A principios de la década de 2000, Odenkirk descubrió a Tim Heidecker y Eric Wareheim y produjo sus series televisivas Tom Goes to the Mayor y Tim and Eric Awesome Show, Great Job!. Ha dirigido tres películas: Melvin Goes to Dinner (2003), Let's Go to Prison (2006) y The Brothers Solomon (2007). También fue uno de los directores de la comedia Movie 43 (2013).

## Primeros años
Odenkirk nació en Berwyn, Illinois, y creció en Naperville, un pueblo cercano. Es uno de los siete hijos de Barbara y Walter Odenkirk y su hermano es el guionista de comedia Bill Odenkirk. La batalla de su padre contra el alcoholismo más tarde influiría la decisión de Bob de evitar el alcohol casi por completo. Según Odenkirk, cuando era pequeño odiaba a Naperville porque "se siente como un lugar sin salida. No podía esperar para mudarme a una ciudad y estar rodeado de personas que hicieran cosas emocionantes". Después de terminar sus estudios secundarios, asistió al Columbia College Chicago.
Odenkirk ha dicho que su principal influencia como comediante fue Monty Python's Flying Circus, debido a que combina un humor inteligente con un humor simple. Otras de sus influencias son el locutor radial Steve Dahl, SCTV, Let's Get Small de Steve Martin, Woody Allen, The Credibility Gap y Bob and Ray. Cuando tenía catorce años de edad, visitó el teatro The Second City, en Chicago.
Comenzó su carrera en la comedia como guionista en la estación de radio local de su universidad, la Universidad del Sur de Illinois Carbondale. En la radio, trabajó junto al presentador Greg Weindorf y a Matt "The Agitator" Helser, en la actualidad conductores del programa Dirty Laundry Podcast. Unos meses más tarde, creó un programa enteramente cómico en la radio, de una hora u hora y media de duración, llamado The Prime Time Special. Después de tres años de universidad, Odenkirk decidió probar su suerte como guionista y actor de improvisación en el teatro de Chicago. Tomó clases con Del Close, mentor de Joel Murray y James Belushi, y más tarde asistió a las clases regulares del teatro The Second City y conoció a Robert Smigel, con quien inició una colaboración que años más tarde llevaría a Odenkirk a Saturday Night Live.

## Carrera

### Televisión

#### Saturday Night Live: 1987-1991
En 1987, los productores de Saturday Night Live contrataron a Odenkirk como guionista, puesto que ocuparía hasta 1991. Trabajó junto a Robert Smigel y Conan O'Brien en varios Sketches creados por ellos, pero nunca estuvo seguro de si sus propios libretos eran apropiados para el programa. Tuvo varios papeles menores en SNL; el más destacado fue en 1991, en un comercial parodia de Bad Idea Jeans. En 1991, trabajó junto a Adam Sandler, David Spade, Chris Rock y Chris Farley, pero decidió abandonar el programa para dedicarse de lleno a la actuación. Odenkirk ha reconocido que en SNL aprendió mucho sobre cómo escribir libretos para sketches, en especial de James Downey, Al Franken y sus amigos Smigel and O'Brien.
En el receso de verano de 1988 de Saturday Night Live, Odenkirk regresó a Chicago junto a Smigel y O'Brien para realizar una obra de teatro, titulada Happy Happy Good Show. El verano siguiente encabezó un espectáculo unipersonal, Show-Acting Guy, dirigido por Tom Gianas. Durante su último receso de verano, escribió y actuó en Flag Burning Permitted in Lobby Only, la obra principal de The Second City. El personaje "Matt Foley, orador motivador", que más tarde aparecería en SNL personificado por Chris Farley, fue creado para esta obra.

#### Trabajos varios como actor y guionista: 1991-1994
En 1991, Odenkirk fue contratado como guionista para el programa Get a Life, creado por Chris Elliott, conocido por su trabajo en Late Night with David Letterman; poco tiempo más tarde también comenzaría a formar parte del equipo de guionistas de The Dennis Miller Show.
Su amistad con Ben Stiller, con quien compartió oficina en SNL, lo llevó a formar parte del elenco de The Ben Stiller Show en 1992. Allí, trabajó como guionista y como actor y creó y protagonizó el recordado sketch "Manson Lassie", que más tarde ganaría un Premio Emmy al mejor guion. Sin embargo, el programa ya había sido cancelado al momento de la entrega del premio. Odenkirk fue uno de los guionistas de Late Night with Conan O'Brien, de la NBC, durante las temporadas de 1993 y 1994. En Ben Stiller's Show conoció a David Cross, con quien se asoció poco tiempo después para realizar shows de sketches en vivo, lo que terminó convirtiéndose en Mr. Show with Bob and David. En 1993, Odenkirk obtuvo el papel del agente de Larry Sanders, Stevie Grant, en The Larry Sanders Show, que realizaría hasta 1998. También en 1993, tuvo pequeños papeles en Roseanne y en The Jackie Thomas Show, de Tom Arnold.

#### Mr. Show: 1995-1998
Mr. Show, creado por Odenkirk y David Cross, consistió de treinta y tres episodios emitidos durante cuatro temporadas por HBO, donde 75% de las ganancias de la primera temporada fueron donados a un asilo de ancianos de la comunidad de Odenkirk. Varios comediantes que recién comenzaban sus carreras participaron en la serie, como Sarah Silverman, Paul F. Tompkins, Jack Black, Tom Kenny, Mary Lynn Rajskub, Brian Posehn y Scott Aukerman. Aunque recibió numerosas nominaciones para los premios Emmy y tuvo una buena recepción por parte de los críticos, la serie nunca logró instalarse como una de las más vistas. Después de Mr. Show, Odenkirk, Cross y el resto de los guionistas crearon el libreto de la película Run, Ronnie, Run, una extensión de un sketch de la primera temporada. Sin embargo, el estudio retiró al dúo protagónico de la producción durante la etapa de edición, por lo que no fueron responsables del producto final.

#### Breaking Bad: 2009 - 2014

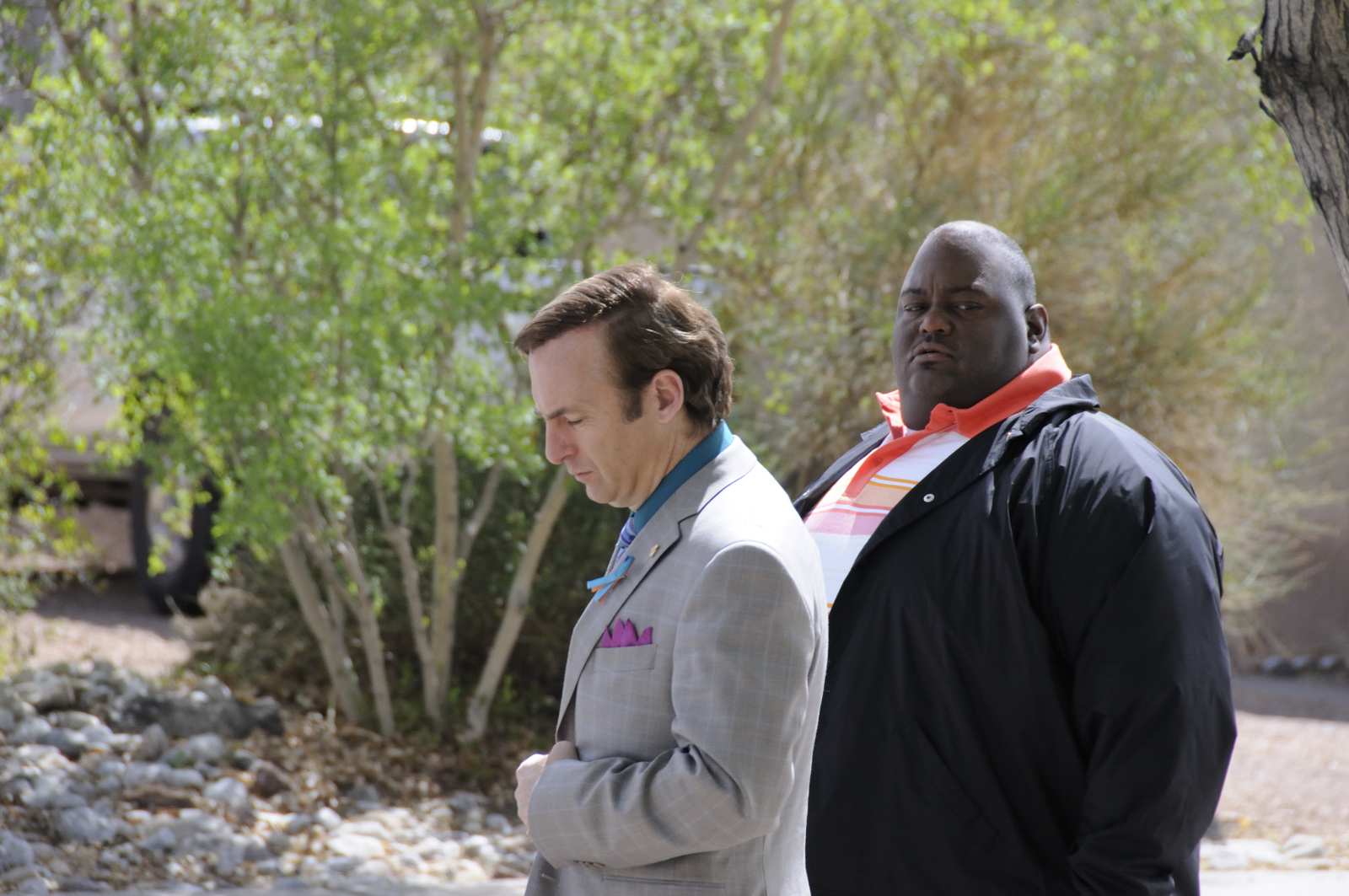
Odenkirk (izquierda) y Lavell Crawford interpretando a Saul Goodman y Huell Babineaux en la serie Breaking Bad.

En 2009, Odenkirk se unió al elenco de Breaking Bad de AMC como el abogado corrupto Saul Goodman. El escritor Peter Gould, así como varios otros, se sintieron rápidamente atraídos por Odenkirk para este papel en función de sus actuaciones de Mr. Show. El papel de Goodman solo tenía la intención de cubrir un lugar de invitado de tres episodios en la segunda temporada, pero la actuación de Odenkirk llevó a Gould y Vince Gilligan a extender el personaje como un papel continuo. Odenkirk se convirtió en una serie regular como Goodman desde la tercera hasta la quinta y última temporada del programa.
En 2011, Odenkirk escribió y desarrolló Let's Do This! para Adult Swim , protagonizada por Cal Mackenzie-Goldberg, un "magnate del cine de dos bits y director de Cal-Gold Pictures mientras lidera una colección de luchadores locos y hambrientos de fama que persiguen los sueños de Hollywood". El piloto se puede ver en el sitio web de Adult Swim.[30] Odenkirk fue productor ejecutivo del programa de comedia The Birthday Boys, protagonizado por el grupo de comedia del mismo nombre. Odenkirk también apareció y dirigió varios de los bocetos del programa.[31] Se estrenó en IFC el 18 de octubre de 2013. En 2014, Odenkirk interpretó al jefe de policía Bill Oswalt en la miniserie Fargo de FX. En el otoño de 2014, Odenkirk interpretó al Dr. Stork, un podólogo que se especializa en cortar los dedos de los pies de las personas, en la serie de antología Tim & Eric's Bedtime Stories de Adult Swim.
Después de protagonizar Breaking Bad, Odenkirk comenzó a tener papeles más destacados en películas de gran éxito crítico, como Incredibles 2, Little Women, The Post, The Disaster Artist, The Spectacular Now, que recibió el Premio Especial del Jurado a la Actuación en el Sundance Film de 2013. Festival, y Nebraska, dirigida por Alexander Payne, que fue nominada a la Palma de Oro en el Festival de Cine de Cannes de 2013.

#### Better Call Saul: 2015 - 2022
En abril de 2015 se informó que Odenkirk se estaba asociando con el ex coprotagonista David Cross para producir una nueva serie de comedia basada en su producción anterior, Mr. Show, llamada W / Bob and David. La serie fue encargada por Netflix y la primera temporada se estrenó en noviembre de 2015, con cuatro episodios de 30 minutos de duración, junto con un especial detrás de escena de una hora. Odenkirk y Cross escriben, protagonizan y producen el programa. Odenkirk ha expresado interés en hacer más temporadas.
Odenkirk protagoniza el papel principal de Better Call Saul, un spin-off de Breaking Bad. Ambientada principalmente en 2002, seis años antes del debut del personaje en Breaking Bad, la serie sigue el viaje del abogado Saul Goodman desde sus orígenes como abogado defensor designado por el tribunal hasta su eventual condición de abogado defensor criminal exitoso, aunque sin escrúpulos. También se le acredita como productor de la serie.[37]
La primera temporada consta de diez episodios de 47 minutos de duración, con una segunda y tercera temporada de diez episodios cada una a principios de 2016 y 2017, respectivamente.[38] La cuarta temporada estuvo disponible en Netflix a partir del 6 de agosto de 2018 y la quinta temporada se estrenó en AMC el 23 de febrero de 2020. La sexta temporada final del programa, que comenzó la producción en febrero de 2020 pero se retrasó debido a COVID-19, comenzó a transmitirse el 18 de abril de 2022.[39] Odenkirk ha sido nominado para el premio Primetime Emmy al actor principal destacado en una serie dramática durante cuatro de las cinco temporadas de la serie.
Odenkirk coescribió, produjo y protagonizó Girlfriend's Day, una película original de Netflix. Esta comedia de cine negro sobre un escritor de tarjetas de felicitación fue dirigida por Michael Stephenson e influenciada por Chinatown. Era una película que Odenkirk había querido hacer durante 16 años, después de que el escritor de Mr. Show, Eric Hoffman, le enviara el guion original y comenzaran a desarrollarlo.[36] En abril de 2020, con el final de Better Call Saul a la vista, Odenkirk estableció su propia productora Cal-Gold Pictures y firmó un contrato de primera vista con Sony Pictures Television. Odenkirk, con Cal-Gold, planea desarrollar historias que sean únicas, con personajes dinámicos y relevancia social. El exvicepresidente de Comedy Central, Ian Friedman, se desempeñará como director de televisión de Cal-Gold.[40] 
En marzo de 2021, Odenkirk interpretó a Hutch Mansell en la película de acción y suspenso Nobody, que se estrenó en el número uno en la taquilla estadounidense, con 6,7 millones de dólares en ventas de entradas.
Odenkirk recibió su estrella en el Paseo de la Fama de Hollywood el 18 de abril de 2022, fecha del estreno de la última temporada de Better Call Saul. La estrella de Odenkirk se encuentra junto a la estrella de su coprotagonista en Breaking Bad, Bryan Cranston.

## Filmografía

### Cine
| Año  | Título                              | Papel                                                                                     | Notas |
| ---- | ----------------------------------- | ----------------------------------------------------------------------------------------- | --- |
| 1993 | Wayne's World 2                     | Nerd del concierto                                                                        | |
| 1994 | Clean Slate                         | Policía                                                                                   | |
| 1996 | The Truth About Cats & Dogs         | Vendedor de libros                                                                        | |
| 1996 | The Cable Guy                       | Hermano de Steven                                                                         | |
| 1996 | Waiting for bad                     | Actor                                                                                     | |
| 1997 | Hacks                               | Compañero de celda                                                                        | |
| 1999 | Can't Stop Dancing                  | Simpson                                                                                   | |
| 2000 | The Independent                     | Figura                                                                                    | |
| 2001 | Dr. Dolittle 2                      | Perro #2                                                                                  | Voz |
| 2001 | Monkeybone                          | Cirujano de la morgue                                                                     | |
| 2002 | Run Ronnie Run                      | Terry Twillstein Wolfgang Amadeus Thelonius Von Funkenmeister XIX Daffy Mal Yinkle Yankle | Guionista Premio Exclusivo DVD a la mejor canción original en una película directo a DVD |
| 2003 | Melvin Goes to Dinner               | Keith                                                                                     | Director Premio del Festival de Cine de Phoenix a la mejor película Premio del Festival de Cine de Phoenix al mejor elenco Premio del Festival de Cine Sidewalk Moving Picture al mejor largometraje Premio del Festival de Cine Independiente de Boston Premio del Festival de Cine de Aviñón al mejor largometraje de Estados Unidos |
| 2004 | My Big Fat Independent Movie        | Steve                                                                                     | |
| 2005 | Sarah Silverman: Jesus Is Magic     | Mánager                                                                                   | |
| 2006 | Channel 101                         | Terry Wulhulherher                                                                        | Segmento: "Your Magic Touched Me: Nights" |
| 2006 | Danny Roane: First Time Director    | Pete Kesselmen                                                                            | |
| 2006 | Relative Strangers                  | Mitch Clayton                                                                             | |
| 2006 | Let's Go to Prison                  | Duane                                                                                     | Director |
| 2007 | The Brothers Solomon                | Jim Treacher                                                                              | Director |
| 2007 | Super High Me                       | Bob                                                                                       | Documental |
| 2009 | Operation: Endgame                  | Emperador                                                                                 | |
| 2010 | Blood Into Wine                     | Fabricante de vino francés                                                                | |
| 2011 | Son of Morning                      | Fred Charles                                                                              | |
| 2011 | Take Me Home Tonight                | Mike                                                                                      | |
| 2012 | Tim and Eric's Billion Dollar Movie | Anunciante de Schlaaang                                                                   | |
| 2012 | The Giant Mechanical Man            | Mark                                                                                      | |
| 2013 | Ass Backwards                       | Presentador del concurso                                                                  | |
| 2013 | Movie 43                            | Detective privado                                                                         | Director, guionista Segmento: "Find Our Daughter" |
| 2013 | Dealin' with Idiots                 | Entrenador Jimbo                                                                          | |
| 2013 | The Spectacular Now                 | Dan                                                                                       | |
| 2013 | Nebraska                            | Ross Grant                                                                                | |
| 2014 | Boulevard                           | Winston                                                                                   | |
| 2015 | Yo soy Chris Farley                 | Él mismo                                                                                  | Documental |
| 2015 | Hell and Back                       | El Diablo                                                                                 | Voz |
| 2015 | Freaks of Nature                    | Shooter Parker                                                                            | |
| 2017 | El día de la novia                  | Ray                                                                                       | Guionista Productor |
| 2017 | The Post                            | Ben Bagdikian                                                                             | |
| 2018 | Los Increíbles 2                    | Winston Deavor                                                                            | Voz |
| 2019 | Long Shot                           | Presidente Chambers                                                                       | |
| 2019 | Mujercitas                          | Padre de la familia March                                                                 | |
| 2021 | Nobody                              | Hutch Mansell                                                                             | |

### Televisión
| Año         | Título                                 | Papel                                        | Notas |
| ----------- | -------------------------------------- | -------------------------------------------- | --- |
| 1987 - 1995 | Saturday Night Live                    | Varios papeles                               | También guionista Premio Emmy al mejor guion de programa de variedad, musical o de comedia (1989) Nominado para el premio Emmy al mejor guion de programa de variedad, musical o de comedia (1990, 1991)                    |
| 1991 - 1992 | Búscate la vida                        |                                              | Guionista |
| 1992        | The Dennis Miller Show                 | Varios papeles                               | Guionista |
| 1992        | Ben Stiller Show                       | Varios papeles                               | Guionista Ganador del premio Emmy al mejor guion de un programa de variedad, musical o de comedia (1993) |
| 1993        | The Jackie Thomas Show                 | Elmer                                        | Episodio: "Aloha, Io-wahu" |
| 1993        | Roseanne                               | Jim                                          | Episodio: "Tooth or Consequences" |
| 1993 - 1998 | The Larry Sanders Show                 | Steve Grant                                  | 11 episodios |
| 1993 - 1994 | Late Night with Conan O'Brien          | Varios Papeles                               | Guionista |
| 1994        | Tom                                    | David                                        | Episodio: "The Bad Seed" |
| 1995 - 1998 | Mr. Show with Bob and David            | Varios papeles                               | También cocreador, guionista y productor ejecutivo Nominado para el premio Emmy a la mejor música y letra (1998) Nominado para el premio Emmy por mejor guion de un programa de variedad, musical o de comedia (1998, 1999) |
| 1996        | Dr. Katz, Professional Therapist       | Bob                                          | Voz Episodio: "Fructose" |
| 1996        | Seinfeld                               | Ben                                          | Episodio: "The Abstinence" |
| 1997 - 1998 | NewsRadio                              | Dr. Smith Bob                                | Episodios: "The Injury" y "Chock" |
| 1997 - 2001 | Everybody Loves Raymond                | Scott Preman                                 | Episodios: "High School" y "Net Worth" |
| 1997 - 2000 | Tenacious D                            |                                              | Cocreador, guionista y productor ejecutivo |
| 1999        | Just Shoot Me!                         | Barry                                        | Episodio: "The Odd Couple: Part 1" |
| 1999        | 3rd Rock from the Sun                  | Gary Parkinson                               | Episodio: "The Fifth Solomon" |
| 2000        | Curb Your Enthusiasm                   | Gil                                          | Episodio: "Porno Gil" |
| 2001        | Ed                                     | Rev. Richie Porter                           | Episodio: "Valentine's Day" |
| 2001        | The Andy Dick Show                     | Chuck Charles                                | Episodio: "Standards and Practices" |
| 2003        | Less than Perfect                      | Colin Hunter                                 | Episodio: "The New Guy" |
| 2003        | Futurama                               | Chaz                                         | Voz Episodio: "The Why of Fry" |
| 2003        | The Big Wide World of Carl Laemke      | Carl Laemke                                  | Piloto |
| 2003        | Arrested Development                   | Dr. Phil Gunty                               | Episodio: "Visiting Ours" |
| 2004        | Joey                                   | Brian Michael David Scott                    | Episodio: "Joey and the Nemesis" |
| 2004        | Aqua Teen Hunger Force                 | Bean Wizard                                  | Voz Episodio: "Hypno-Germ" |
| 2004 - 2006 | Tom Goes to the Mayor                  | Varias voces                                 | Guionista, productor ejecutivo |
| 2005        | Crank Yankers                          | Droopy                                       | Voz Episodio: "#3.14" |
| 2006        | Freak Show                             | Half Oldman Half Youngman Senador Tinkerbell | Episodios: "Pilot" y "Elections" |
| 2007 - 2010 | Tim and Eric Awesome Show, Great Job!  | Varios papeles                               | Guionista |
| 2007        | Derek & Simon                          | Varios papeles                               | Cocreador, guionista, director y productor ejecutivo |
| 2007        | The Sarah Silverman Program            | Mister Wadsworth                             | Episodio: "Maid to Border" |
| 2008 - 2012 | How I Met Your Mother                  | Arthur Hobbs                                 | 8 episodios |
| 2008        | Weeds                                  | Barry                                        | Episodio: "Head Cheese" |
| 2008        | Mike Birbiglia's Secret Public Journal | Donnie                                       | Película para TV |
| 2009        | Rules of Engagement                    | Mike                                         | Episodio: "Russell's Secret" |
| 2009 - 2013 | Breaking Bad                           | James McGill / Saul Goodman                  | Elenco principal; 36 episodios Nominado al Premio del Sindicato de Actores al mejor reparto de televisión - Drama (2012 y 2013)                                                                                             |
| 2009        | American Dad!                          | Third Worker Productor de TV                 | Voz Episodios: "Weiner of Our Discontent" y "Home Adrone" |
| 2009        | The Goode Family                       | Brian Kennedy                                | Voz Episodio: "Pleatherheads" |
| 2009        | Glenn Martin DDS                       | Vince, el dueño del circo                    | Voz Episode: "The Grossest Show on Earth" |
| 2010        | The Life & Times of Tim                | El intervencionista Ayudante del baño        | Voz Episodios: "Nagging Blonde/Tim and the Elephant" y "London Calling/Novelist" |
| 2010        | Check It Out! with Dr. Steve Brule     |                                              | Guionista |
| 2010        | Entourage                              | Ken Austin                                   | Episodios: "Sniff Sniff Gang Bang", "Porn Scenes from an Italian Restaurant" y "Lose Yourself" |
| 2010        | Team Spitz                             | Director Kersey                              | Película para televisión |
| 2011        | Let's Do This!                         | Cal                                          | Película para televisión |
| 2011        | Jon Benjamin Has a Van                 | Rev. Rocco Janson                            | Episodio: "Smoking" |
| 2012        | NTSF:SD:SUV::                          | Aaron Sampson                                | Episodio: "Robot Town" |
| 2012        | Bob's Burgers                          | Chase                                        | Voz Episodio: "Tina-Rannosaurus Wrecks" |
| 2012        | The League                             | Miles Miller                                 | Episodio: "A Krampus Carol" |
| 2012        | Comedy Bang Bang                       | Tommy Shalders, él mismo                     | Episodios: "Seth Rogen Wears A Plaid Shirt & Brown Pants", "Adam Scott Wears A Red Oxford Shirt & Jeans" |
| 2013        | The Tonight Show Starring Jimmy Fallon | Saul Goodman                                 | Cameo |
| 2013        | The Office                             | Mark                                         | Episodio: "Moving On" |
| 2013        | Drunk History                          | Richard Nixon The Guy                        | Episodios: "Washington D.C.", "Boston" |
| 2013        | The Birthday Boys                      | Varios papeles                               | Elenco principal; productor ejecutivo |
| 2014        | Fargo                                  | Bill Oswalt                                  | Elenco principal; primera temporada |
| 2015 - 2022 | Better Call Saul                       | James "Jimmy" McGill / Saul Goodman          | Protagonista y productor; serie de televisión de AMC |
| 2022        | Undone                                 | Jacob Winograd                               | Elenco principal |
| 2023        | Lucky Hank                             | William Henry Devereaux Jr                   | Elenco principal |
| 2023        | The Bear                               | Uncle Lee                                    | Episodio: "Peces" |